# فرانکنشتاین (فیلم ۱۹۱۰)
«فرانکنشتاین» (انگلیسی: Frankenstein) یک فیلم ترسناک و علمی–تخیلی به نویسندگی و کارگردانی «جیمز سِرل داولی» است که توسط کمپانی ادیسون تولید و در سال ۱۹۱۰ منتشر شد.
این فیلم ۱۶ دقیقه‌ای، اولین اقتباس سینمایی از رمان «فرانکنشتاین» اثرِ مری شلی است. از بازیگران این فیلم که نامشان در عنوان‌بندی فیلم ذکر نشده، می‌توان به «آگوستوس فیلیپس» (در نقش دکتر فرانکشتاین)، «چارلز استانتون اوگل» (در نقش هیولا) و «مری فولر» (در نقش نامزدِ دکتر) اشاره نمود.

## تولید

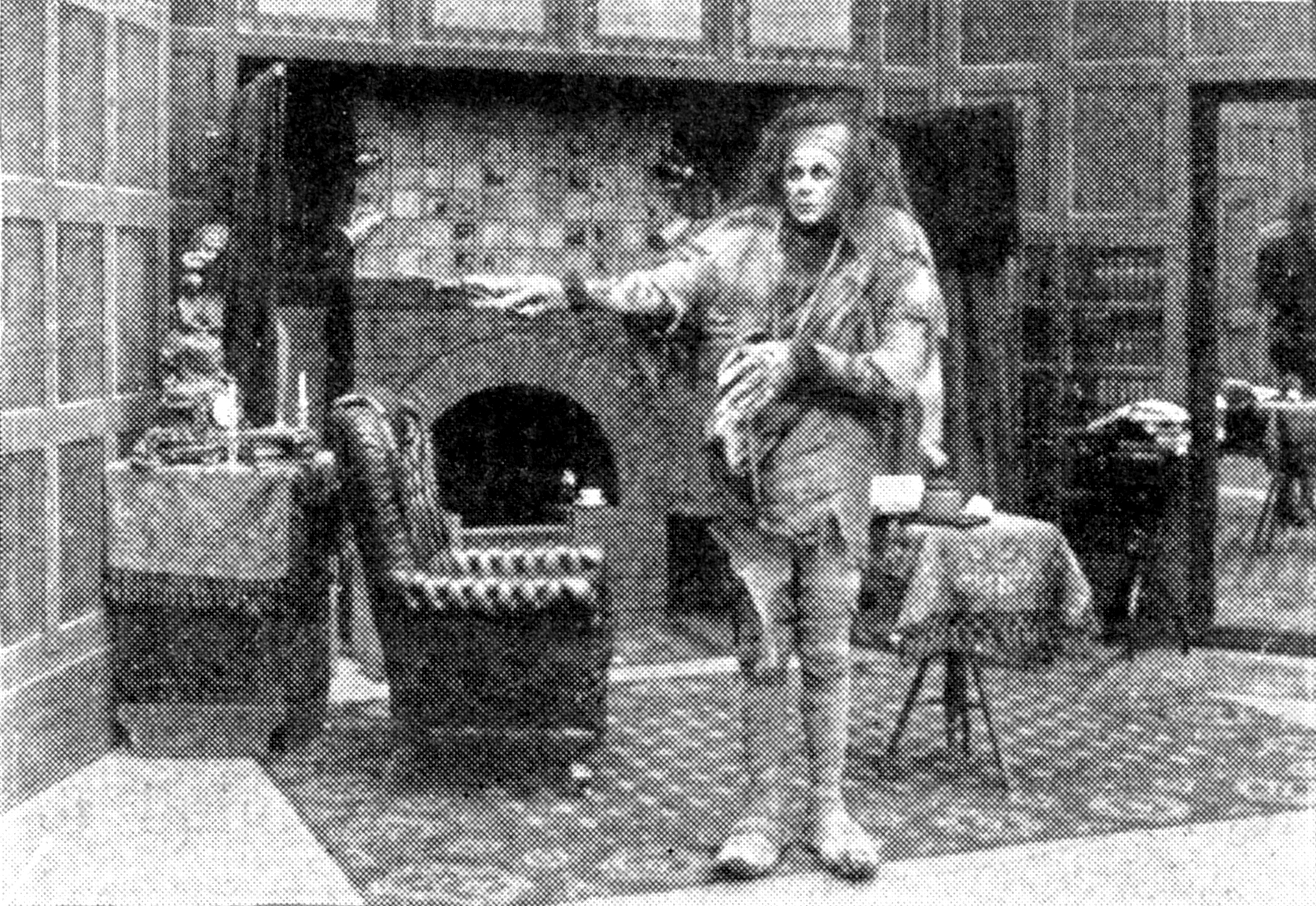
هیولای فیلم

«جیمز سرل داولی» که در آن هنگام در کمپانی ادیسون مشغول به کار بود، کلِ فیلم را ظرف ۳ روز در استودیوی ادیسون واقع در برانکس، نیویورک تصویربرداری نمود. برخی از منابع، توماس ادیسون را تهیه‌کننده فیلم می‌دانند. نحوه ساخت و تولید فیلم تعمداً به گونه‌ای بود که از جنبهٔ ترسناک‌بودن آن کاسته شود و بیشتر بر "مشکلات روانشناختی و مرموزی که در داستان غیرمتعارف این فیلم وجود داشت، پرداخته شود."

## حق تکثیر
در ایالات متحده آمریکا، این فیلم و همچنین تمام فیلم‌هایی که قبل از سال ۱۹۲۲ تولید و منتشر شده‌اند، در مالکیت عمومی قرار دارند.